# Stipe Erceg
Stipe Erceg (Split, 30 oktober 1974) is een Duits-Kroatisch acteur. Hij raakte bekend door zijn rol van Peter in de film The Edukators uit 2004.
Samen met zijn ouders verhuisde hij in 1978 vanuit Kroatië naar Tübingen in Duitsland. Erceg volgde les aan het "Europäisches Theaterinstitut Berlin" van 1996 tot 2000. Hij spreekt onder meer vloeiend Kroatisch, Duits en Engels.

## Prijzen
Stipe Erceg won al volgende prijzen:
| Jaar | Prijs                                       | Film          |
| ---- | ------------------------------------------- | ------------- |
| 2004 | Max Ophuls Festival, Beste jonge acteur     | Yugotrip      |
| 2004 | Filmfestival van München, Mannelijke acteur | The Edukators |

## Filmografie
- 2000: Der letzte Adler
- 2002: Porträt vor weißer Wand
- 2002: Der letzte Tag im Sommer
- 2003: Kiki und Tiger
- 2004: Yugotrip
- 2004: SommerHundeSöhne
- 2004: Die fetten Jahre sind vorbei
- 2003: Der Typ
- 2004: Zwei Minuten
- 2004: Such mich nicht
- 2004: Puca
- 2004: Ich sehe was, was Du nicht siehst
- 2005: L’annulaire
- 2005: Crash Test Dummies
- 2005: Der Ringfinger
- 2005: Stadt als Beute
- 2005: Jagd nach Gerechtigkeit: Das Tribunal von Den Haag
- 2006: Kahlschlag
- 2006: Nichts als Gespenster
- 2007: Die Aufschneider
- 2007: Ein spätes Mädchen
- 2007: Sahra
- 2008: Der Baader Meinhof Komplex
- 2008: Ohnmacht
- 2008: Chaostage – We Are Punks!
- 2008: Weitertanzen
- 2008: Little Paris
- 2009: Nachtschicht – Blutige Stadt
- 2009: Tatort – Häuserkampf (televisiefilm)
- 2009: Im Sog der Nacht
- 2009: Der Knochenmann
- 2009: Phantomschmerz
- 2009: Wie alles endet
- 2010: Ein starkes Team – Im Zwielicht
- 2010: GSI – Spezialeinheit Göteborg
- 2010: Takiye – In Gottes Namen (Spur des Terrors)
- 2010: Tiger-Team – Der Berg der 1000 Drachen
- 2010: Der Albaner
- 2010: Belgrad Radio Taxi
- 2011: Blaubeerblau
- 2011: Hell
- 2011: Der Staatsanwalt – Liebe und Hass
- 2011: Unknown Identity (Unknown)
- 2011: DVA
- 2012: Die vierte Macht
- 2012: Opération Libertad
- 2012: Schilf – Alles, was denkbar ist, existiert
- 2012: Die Vampirschwestern
- 2012: Donna Leon – Auf Treu und Glauben
- 2013: Robin Hood
- 2013: Alaska Johansson (televisiefilm)
- 2013: Seegrund. Ein Kluftingerkrimi
- 2014: Die Pilgerin (televisiefilm)
- 2014: Die Vampirschwestern 2 – Fledermäuse im Bauch
- 2015: Kommissar Marthaler – Ein allzu schönes Mädchen (televisiefilm)
- 2015: Kommissar Marthaler – Engel des Todes (televisiefilm)
- 2015: Taxi
- 2016: Stille Reserven
- 2016: Home Is Here
- 2016: Allein gegen die Zeit – Der Film
- 2016: Das beste Stück vom Braten (televisiefilm)
- 2016: Die Vampirschwestern 3 – Reise nach Transsilvanien
- 2016: Volt
- 2017: Letzte Spur Berlin
- 2017: Honigfrauen (ZDF-driedeler)
- 2017: Culpa – Niemand ist ohne Schuld
- 2017: Trakehnerblut (Fernsehserie)
- 2018: Blind ermittelt – Die toten Mädchen von Wien
- 2018: Carneval – Der Clown bringt den Tod
- 2018: Asphaltgorillas
- 2018: Der süße Brei
- 2019: SOKO München
- 2019: Die Toten von Salzburg – Mordwasser
- 2019: Wiener Blut
- 2019: The Pleasure Principle – Geometrie des Todes (Zasada przyjemnosci, televisieserie, 3 afleveringen)
- 2019: Der Schneegänger (televisiefilm)
- 2019: Sarah Kohr – Das verschwundene Mädchen
- 2020: In Berlin wächst kein Orangenbaum
- 2020: Die Diplomatin – Tödliches Alibi
- 2020: Das Glück ist ein Vogerl (televisiefilm)
- 2021: Hinterland
- 2021: Vienna Blood – Die schwarze Feder (televisieserie)
- 2022: Marie Brand und der überwundene Tod (televisieserie)
- 2023: Asbest
- 2023: Schnee (televisieserie)
- 2023: Helen Dorn: Das Recht zu schweigen
- 2023: Helen Dorn: Der kleine Bruder
- 2024: Testo (televisieserie)

## Theater (selectie)
- 2005: Die Verstörung an der Schaubühne Berlin
- 2006: Drei Schwestern von Anton Tschechow an der Schaubühne Berlin

## Hoorspel (selectie)
- 2007: Hummelflug